# 環状通

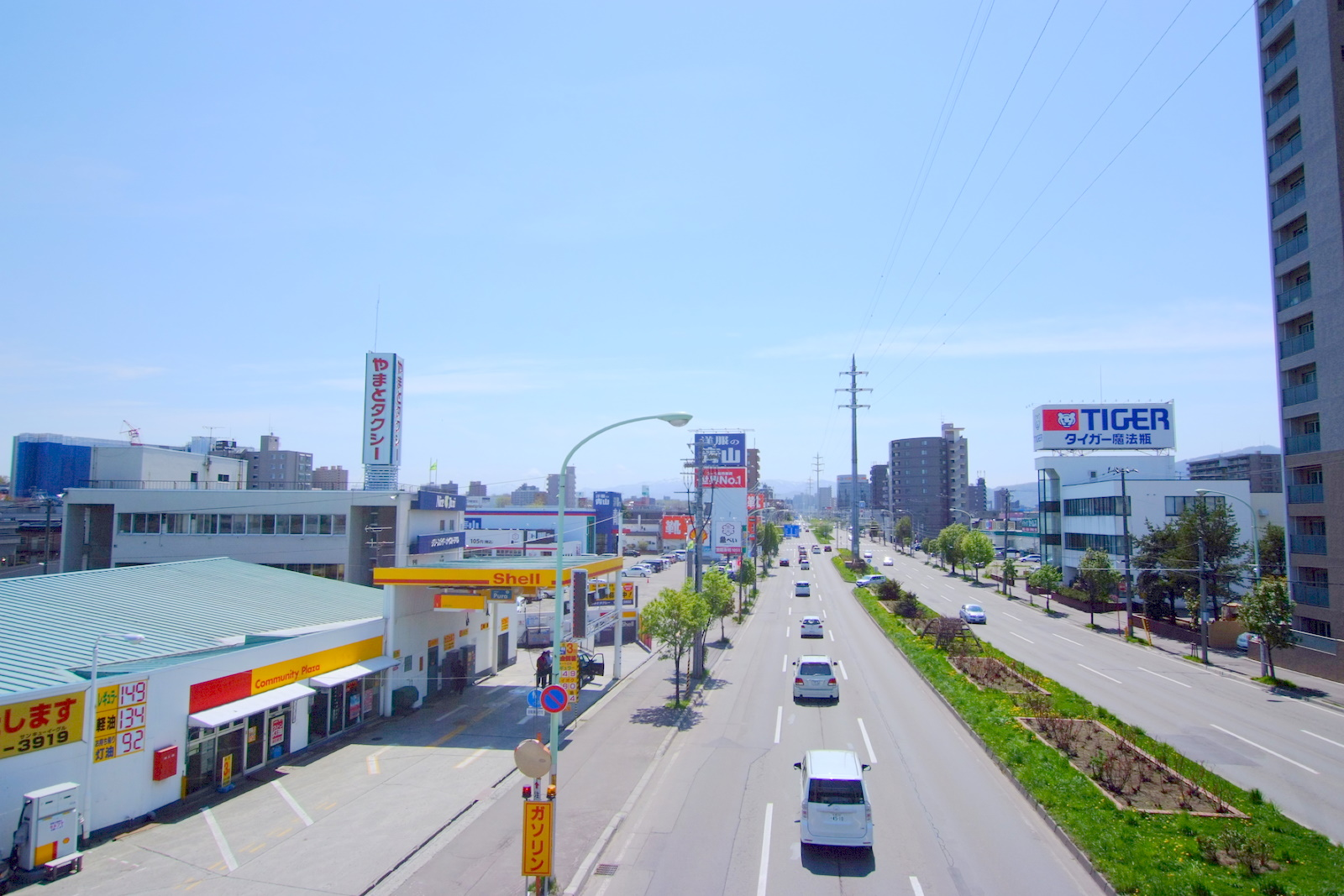
白石区栄通付近（2011年5月）

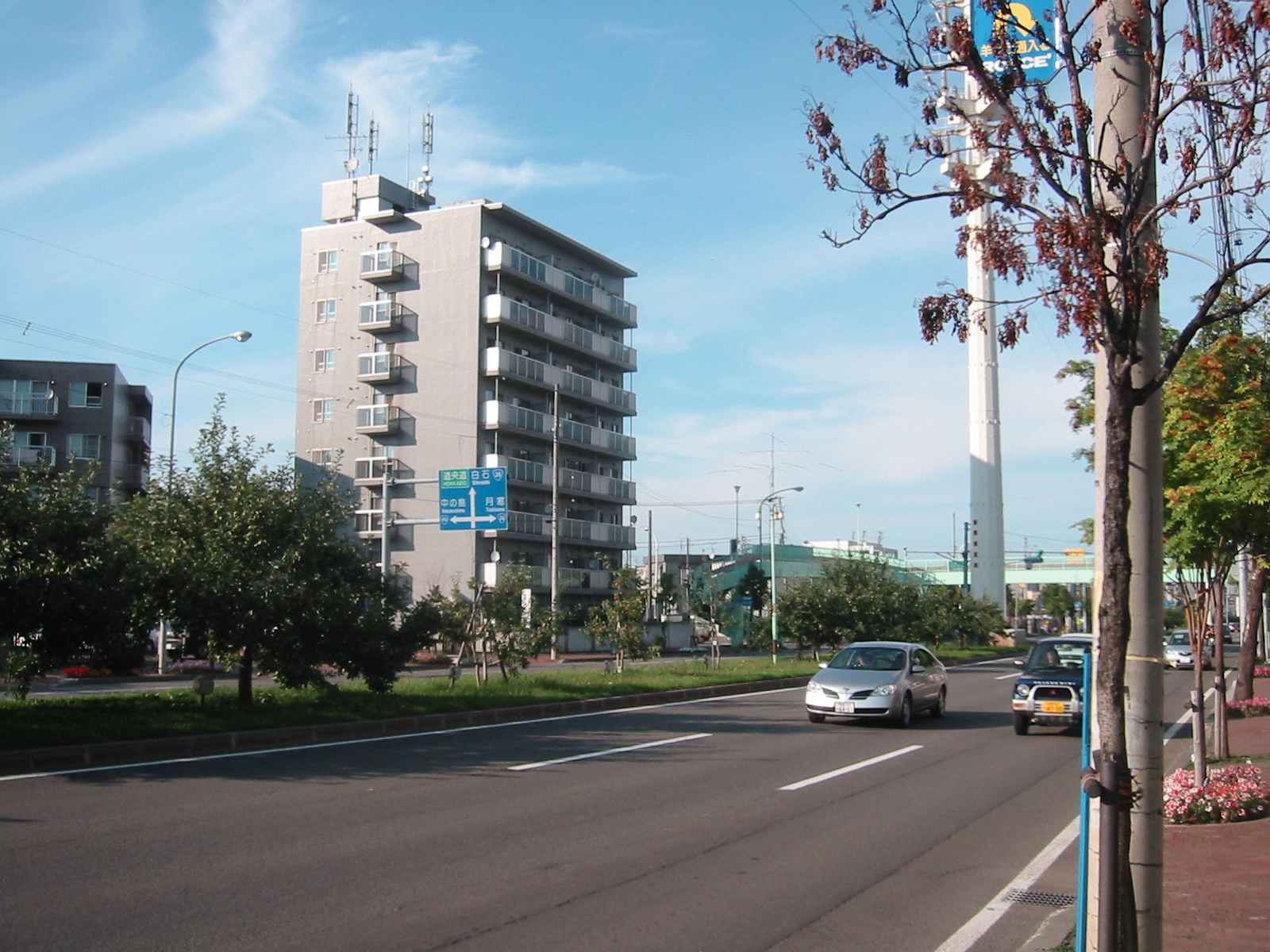
豊平区美園付近（2007年8月）

環状通（かんじょうどおり）は、札幌市北区を起終点とする都市計画道路・環状道路。区間により札幌市道、北海道道89号札幌環状線、北海道道453号西野白石線、主要市道9902号南19条宮の沢線、北海道道452号下手稲札幌線になる。

## 概要
都心から3 - 4kmの付近を環状に結び、札幌市の郊外から都心部に集中する交通を分散させる役割を担う幹線道路になっている。大半の区間に中央分離帯を設けており、東区にクロマツを植えているほか、白石区にローズアベニュー、豊平区にはかつて平岸村にあったリンゴ園に因んでリンゴ並木がある。

## 路線データ
- 起点：札幌市北区北15条西4丁目（西5丁目樽川通交点）[1]
- 終点：札幌市北区北17条西1丁目（国道5号（創成川通）交点）[1]
- 幅員：36 m[1]
- 車線数：6車線[1]

## 歴史
1936年（昭和11年）に「旧都市計画法」に基づく最初の都市計画決定が行われた。北海道帝国大学（現在の北海道大学）構内区間は「競馬場北通」の一部として、現在の東区内、白石区内の区間は、幅55mの火防線の役割を持つ環状系広路「大学雁来通」「白石平岸通」として計画決定された。この時環状通の基となった環状系広路は交通街路ではなく火防線の役割を持つ緑地帯として計画されており、「主として市民の保健衛生、都市の美観、災害防止及び避難施設」と位置付けられていた。
戦後になると札幌市の急速な人口増加と市街地拡大により、1955年（昭和30年）に「札幌市都市計画協議会」が発足して1957年（昭和32年）に都市計画の改定を行った。この時の改定では3環状道路計画が導入され、このうち環状通は最も内側の第3環状線に相当する。火防線の緑地帯という計画は変わらず、幅は36mに変更された。
1965年（昭和40年）の改定によって「1バイパス1環状5放射道路」の1環状（環状通）として整備することになり、それまでの緑地帯としての計画から自動車交通のための街路に位置づけが変更された。この背景としては、札幌市の人口と自動車台数が急激に増加し、昭和32年改定時の目標年次（昭和60年）の予測値を僅か10年で越える事態となったことから街路計画を緊急に見直す必要に迫られたためで、緑地帯として用地が確保されていた環状系広路を自動車交通用の街路とすることで早期供用を図るものであった。
1967年（昭和42年）から順次整備が始まり、環状通東側の区間は「土地区画整理事業」によって道路用地を確保していった。1974年（昭和49年）には当時の板垣武四札幌市長の発案によって国道36号（月寒通）交点から豊平区役所（羊ケ丘通交点）までの中央分離帯約1.1 kmにリンゴ並木が誕生した。1976年（昭和51年）からは札幌市営地下鉄東西線開通を記念し、環状北大橋から東北通までの中央分離帯約4.0 kmにバラを植えている。
北海道大学構内を横切る区間は環境保護の観点等から長年未開通であったが、1997年（平成9年）に構内区間について道路構造の変更（平面式→地下式、幅員27m→標準部約31m）が決定され、同年事業着手、2001年（平成13年）に環状通エルムトンネルの供用開始により全線開通となった。

## 路線状況

### 別名
- 北15条通（北15西5交差点 - 北14東16交差点）
- 南19条通（南19西5 南19条大橋交差点 - 南19西15・16交差点）

### 区間
- 北海道道89号札幌環状線（札幌市東区北15条東7丁目 - 札幌市中央区南19条西16丁目）
- 北海道道453号西野白石線（札幌市中央区南19条西16丁目 - 札幌市中央区南7条西25丁目）
- 主要市道9902号南19条宮の沢線（札幌市中央区南19条西16丁目 - 札幌市中央区北1条西28丁目）
- 北海道道452号下手稲札幌線（札幌市西区八軒6条東5丁目 - 札幌市中央区北19条西13丁目）

### 道路施設
- 環状北大橋（240 m）[12]
- 望橋
- 白石環状跨線橋
- 南19条大橋（236 m）[13]
- さつき橋
- 環状通エルムトンネル（730 m）[14]

## 地理
北海道大学病院前が起点となり、東8丁目篠路通交点から北海道道89号札幌環状線になる。東15丁目屯田通交点の地下には札幌市営地下鉄東豊線環状通東駅がある。環状北大橋で豊平川、白石環状跨線橋で函館本線を跨いている。南郷通交点の地下には札幌市営地下鉄東西線白石駅があり、駅直結の白石区複合庁舎（白石区役所など）がある。旧日本国有鉄道（国鉄）千歳線跡地との交点の上には北海道道1148号札幌恵庭自転車道線（白石こころーど）環状夢の橋が架かる。豊園通交点の地下には地下鉄東豊線美園駅があり、羊ケ丘通交点には豊平区役所がある。南19条大橋で再び豊平川を跨ぐ。西7丁目通交点に札幌市電の山鼻19条停留場、福住桑園通交点にロープウェイ入口停留場がある。白石藻岩通・藻岩山麓通交点から南7条西25丁目交差点まで北海道道453号西野白石線になる。円山の東側山麓、円山公園付近を通過すると、山の手通交点の地下に地下鉄東西線西28丁目駅がある。札幌市中央卸売市場の西側を通り函館本線や札沼線（学園都市線）の高架下を抜けると札幌競馬場がある。下手稲通交点から石山通・新川通交点までは北海道道452号下手稲札幌線になる。環状通エルムトンネルを抜けると北18条西4丁目の地下に札幌市営地下鉄南北線北18条駅があり、国道5号（創成川通）交点で終点となる。

### 交差する道路
※ 上が起点側、下が終点側。
- 西5丁目樽川通
- 国道5号（創成川通）
- 北海道道89号札幌環状線・主要市道2975号真駒内篠路線（東8丁目篠路通）
- 東15丁目屯田通
- 北海道道273号花畔札幌線
- 苗穂丘珠通
- 伏古拓北通
- 苗穂通
- 三角点通
- 国道275号（北1条雁来通）
- 主要市道2974号旭山公園米里線（南7条米里通）
- 米里中央通
- 米里行啓通・厚別通
- 北海道道864号大麻東雁来線（北13条北郷通）
- 平和通
- 国道12号（札幌江別通）
- 本郷通
- 北海道道3号札幌夕張線（南郷通）
- 東北通
- 国道36号（月寒通）
- 豊園通
- 白石中の島通
- 主要市道9903号羊ケ丘線（羊ケ丘通）
- 国道453号（平岸通）
- 中の島通
- 主要市道2975号真駒内篠路線（豊平川通）
- 西7丁目通
- 国道230号（石山通）
- 福住桑園通
- 北海道道89号札幌環状線（藻岩山麓通）・北海道道453号西野白石線（白石藻岩通）
- 米里行啓通
- 主要市道2974号旭山公園米里線（菊水旭山公園通）
- 北海道道453号西野白石線（西25丁目通）
- 南1条通
- 大通
- 主要市道9902号南19条宮の沢線（北1条宮の沢通）
- 北海道道453号西野白石線（山の手通）
- 北海道道124号宮の沢北一条線（北5条手稲通）
- 二十四軒手稲通
- 桑園発寒通
- 鉄工団地通
- 北海道道452号下手稲札幌線（下手稲通）
- 北海道道452号下手稲札幌線（石山通）・新川通
- 西5丁目樽川通
- 国道5号（創成川通）